# Mohamed Mostafa Metwaly
Mohamed Mostafa Ahmed Abdall Metwaly – (24 de agosto de 1995) es un deportista egipcio que compite en lucha grecorromana. Ganó una medalla de bronce en el Campeonato Africano de Lucha de 2016,  en la categoría de 85 kg. 

## Palmarés internacional
| Campeonato Africano | Campeonato Africano | Campeonato Africano | Campeonato Africano |
| Año                 | Lugar               | Medalla             | Categoría           |
| ------------------- | ------------------- | ------------------- | ------------------- |
| 2016                | Alejandría (Egipto) | Medalla de bronce   | 85 kg               |